# 德瑟萊申島
62°27′27.9″S 60°20′48.3″W / 62.457750°S 60.346750°W

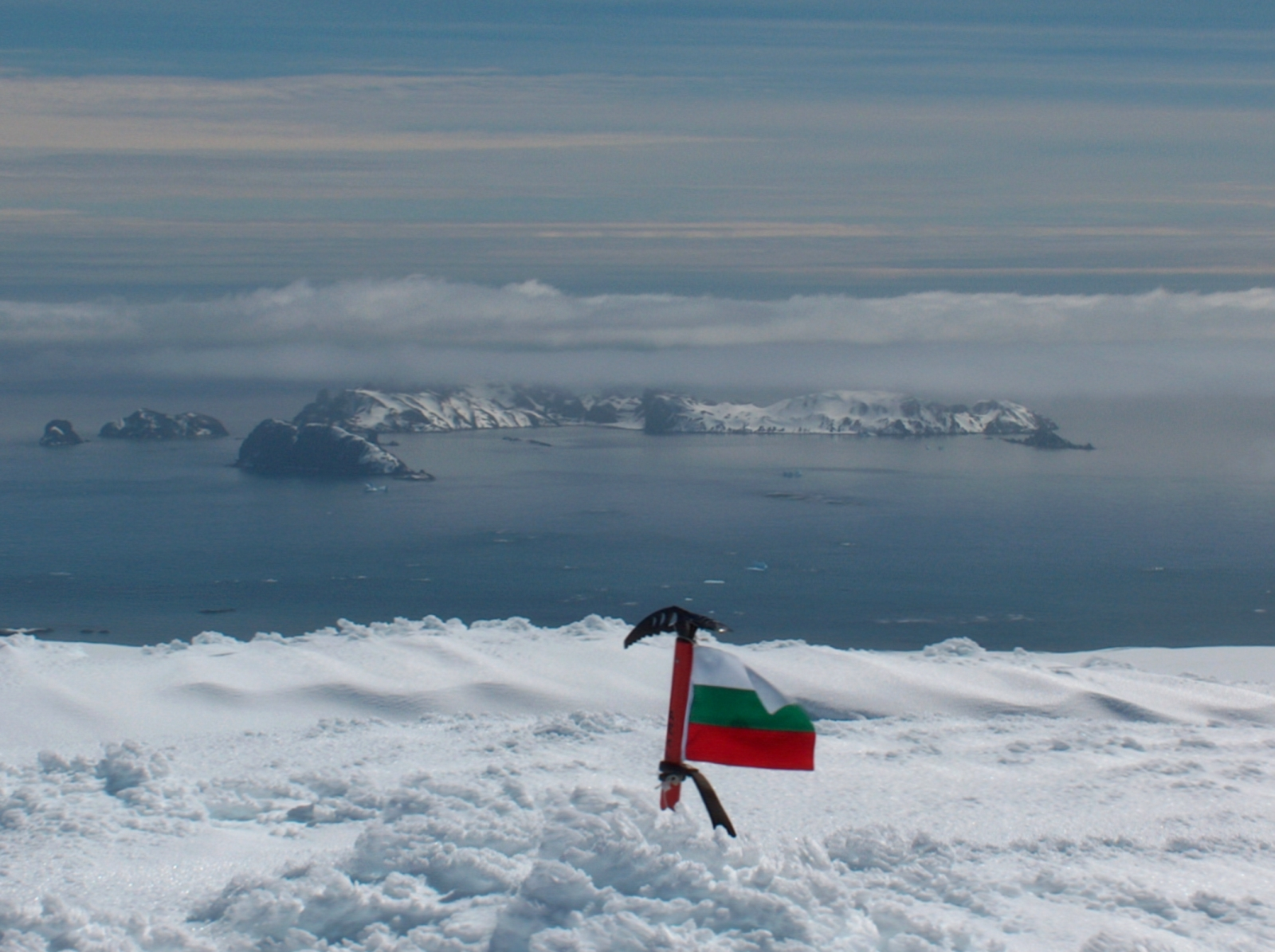

德瑟萊申島是南極洲的島嶼，屬於南設得蘭群島的一部分，面積3.12平方公里，島上無人居住，該島被英國船長在1819年10月15日發現，現時受南極條約管治。

## 外部連結
- SCAR Composite Antarctic Gazetteer（页面存档备份，存于）.